# Chauvin, Louisiana
Chauvin är en ort i Terrebonne Parish i delstaten Louisiana, USA.